# Marcel Achard
Marcel Achard (5. juli 1899 i Sainte-Foy-lès-Lyon i Frankrig – 4. september 1974) var en fransk forfatter af skuespil og filmmanuskripter.
Hans første betydelige succes kom i 1923 hvor den kendte skuespiller-regissør Charles Dullin satte hans skuespil Voulez-vous jouer avec moâ? (Vil De gerne lege med mig?) op, en sensitiv og delikat komedie om livet i en cirkus og dens klovner. Dette skuespil lagde et mønster som blev gentaget i de fleste af hans følgende værker – at han blandt andet koncentrerede sig om kendte typer og situationer fra den traditionelle italienske genre Commedia dell'arte.
Han blev indvalgt i det franske akademi i 1959.